# سیاه‌پوش برگشتم (ترانه)
«سیاه‌پوش برگشتم» (به انگلیسی: Back in Black) تک‌آهنگی از آلبوم سیاه‌پوش برگشتم گروه ای‌سی/دی‌سی است که در سال ۱۹۸۰ میلادی منتشر شد. این آهنگ در ۱۰۰ آهنگ داغ بیلبورد سال ۱۹۸۰ در مقام ۳۷ قرار داشت.